# Skiptrace
Skiptrace (Originaltitel chinesisch 絕地逃亡 / 绝地逃亡, Pinyin Juédì táowáng) ist eine in Koproduktion zwischen den USA, China und Hongkong entstandene Actionkomödie aus dem Jahr 2016 von Renny Harlin mit Jackie Chan und Johnny Knoxville in den Hauptrollen.

## Handlung
Hongkong, 2007: Polizist Benny Chan ermittelt gegen den berüchtigten Gangsterboss „Matador“, wobei er hinter dessen Identität den zwielichtigen Unternehmer Victor Wong vermutet. Dabei wird sein Partner Yung von Matadors Handlangern im Hafen gefangen genommen und an eine Zeitbombe gefesselt. Da der Timer abläuft, opfert Yung sich und stirbt. Chan bleibt nur dessen Uhr als Erinnerung und das Versprechen, sich um Yungs Tochter Samantha zu kümmern.
Neun Jahre später ermittelt Chan weiterhin gegen Wong, obwohl ihm sein Vorgesetzter Captain Tang die Vendetta verübelt, da Wong als ehrbarer Geschäftsmann gilt. Zeitgleich gerät Samantha in eine Zwangslage: angestellt in einem von Wongs Casinos in Macau trifft sie zufällig den US-amerikanischen Betrüger Connor Watts. Watts, ein notorischer Glücksspieler, hat in seiner Heimat Berufsverbot und „arbeitet“ sich nun durch die asiatischen Casinos. Auch in Macau staubt er dabei illegal ab.
Als Connor sich mit Samanthas Key-Card in die VIP-Ebene begibt, wird er Zeuge, wie dort eine Frau namens Esther Yee getötet wird. Wongs rechte Hand „Handsome Willie“ setzt daraufhin Samantha unter Druck, die sich wiederum an Chan wendet, Watts zurückzubringen. Das Problem daran: Connor wurde zuvor von Schergen des russischen Gangsters Dima entführt, der diesen in die Finger bekommen möchte, da Watts Dimas Tochter Natalya geschwängert hat.
Benny begibt sich nach Sibirien, wo er Connor aufspüren und zunächst aus Dimas Zugriff befreien kann. Die Rückreise gestaltet sich jedoch schwierig, da Connor Chans Reisepass verbrennt. So müssen sich beide per Eisenbahn und dann zu Fuß über die Mongolei bis zur chinesischen Grenze durchschlagen. Hier macht Watts dann einen derartigen Aufruhr, dass beide verhaftet werden. Zwar befreien Dimas Schergen um die Kämpferin Dasha die beiden, doch das Duo kann den Häschern abermals entfliehen.
Es stellt sich heraus: als Connor den Mord an Esther sah, steckte diese ihm ein Handy zu, welches die wahre Identität des „Matador“ offenbaren könnte. Watts würde daher lieber freiwillig eingesperrt sein, als vom „Matador“ oder dessen Organisation umgebracht zu werden.
Letztendlich schaffen Benny und Conner es nach etlichen Strapazen (u. a. mit einem Floß aus aufgeblasenen Schweinehäuten) zurück nach Hongkong, wobei sie sich mehr und mehr freundschaftlich annähern.
Aus den Nachrichten heraus erkennt Watts Wong als den Mörder Esthers, was Chans Verdacht bestätigt. Zeitgleich entführt Willie Samantha und erpresst Chan und Connor, für Sams Freiheit ihm das Handy nach Hongkong zu bringen. Connor übergibt Benny dieses, um mit dem Daumenabdruck als Zugangscode Wong als den „Matador“ zu entlarven.
Doch letztlich passt der Abdruck nicht. Captain Tang lässt Chan daraufhin verhaften. Nur dank Connor, der sich als Chans Anwalt ausgibt, kommt dieser frei. Sie wenden sich an Chans Arbeitskollegin Leslie, welche die Handysperren umgehen kann und weitere Hinweise zum „Matador“ findet. Unter anderem dessen Unterschlupf in einer Schiffswerft im Hafen.
Beide begeben sich zu „Matadors“ Versteck und dort auf ein Frachtschiff, wo sie sich aufteilen und Benny miterlebt, wie Wong für den Misserfolg das Handy nicht zurückzuholen ermordet wird. Das Duo wird gefangen genommen, wonach sich herausstellt, dass Captain Tang für die Gangster arbeitet und sich hinter dem „Matador“ der totgeglaubte Yung verbirgt. Dieser entschied sich einst für Macht und ein kriminelles Leben, die Daten des Handys ermöglichen ihm zusätzlich große Geldmengen zu verteilen. Das Wiedersehen mit seiner Tochter währt allerdings nur kurz, da Samantha sich von ihrem Vater abwendet, der sie daraufhin einer verschlossenen Koje zurücklässt.
Die drohende Exekution von Chan und Watts verhindern Dimas Handlanger im letzten Moment, da Connor nun scheinbar zur „Familie“ gehört. In der daraus erfolgenden Auseinandersetzung beider Seiten kollidiert ein Boot mit dem Schiff, so dass dieses leckschlägt und sinkt, wodurch Samantha zu ertrinken droht. Watts kann Willie ausschalten wie auch Leslie Tang festnehmen, bevor die Polizei die Gangster umstellt. In Sorge um seine Tochter arbeitet Yung mit Benny zusammen, wobei es ihnen gelingt Samantha in letzter Sekunde zu befreien. Yung bleibt jedoch zurück und ertrinkt.
Connor überdenkt sein Leben und kehrt zu Natalya und Dima zurück. Doch bei der Geburt stellt sich heraus, dass es nicht sein Kind ist. Er kehrt daher an Samanthas Seite zurück, wonach beide am Ende Bennys langgehegten Traum erfüllen: eine eigene Alpaka-Farm.

## Kritiken
- „Temporeiche Actionkomödie mit absurden Verwicklungen und akrobatischen Stunts von Hauptdarsteller Jackie Chan. Viele Wendungen entpuppen sich als Versatzstücke früherer Chan-Filme, und doch reicht es für ein dynamisch inszeniertes Road Movie, das um die halbe Welt zwischen Sibirien und Macao führt.“ (Filmdienst)
- „In der überaus umfangreichen Filmografie von Jackie Chan ist „Skiptrace“ nur eine einfallsarme Fußnote. Dank der spielfreudigen Darsteller und Renny Harlins unwiderstehlich-flotter Regie bietet die Action-Klamotte dennoch passable Unterhaltung.“ (Filmstarts)
- „Ex-A-Liga-Regisseur Renny Harlin („Stirb langsam 2“) versucht mit Tempo und „witziger Action“ zu retten, was zu retten ist. Das Ergebnis: viel Kurzweil nach Schema F, aber kein guter Film. […] Oft flott, teils amüsant, nie richtig gut.“ (Cinema)

## Trivia
- Jackie Chan und Regisseur Harlin trafen sich erstmals 1993 bei der Premiere von Cliffhanger (Sylvester Stallone war und ist ein großer Fan von Chan). Daraus entwickelte sich um die Jahrtausendwende das Projekt „Nosebleed“: eine in New York spielende Actionkomödie mit Chan in der Hauptrolle als Fensterreiniger am World Trade Center, wo auch etliche Szenen spielen sollten. Nach den Anschlägen vom 11. September wurde das Projekt aber gecancelt und nicht wieder aufgegriffen. Erst anlässlich der Arbeit zu Skiptrace arbeiteten beide erneut zusammen.
- Ursprünglich sollte Seann William Scott die Rolle des Connor spielen, der dann später durch Knoxville ersetzt wurde. Von Renny Harlin war Sam Fell als Regisseur vorgesehen.
- Schauspieler Richard Ng, der in etlichen Filmen Jackie Chans mitgewirkt hatte, hat im Film eine kleine Rolle als älterer Herr im Bus neben Knoxville. Auch Yung-Darsteller Eric Tsang war Chans Co-Star in einigen früheren Filmen. Zhang Lanxin, welche Wongs Handlangerin Ting Ting verkörpert, spielte vier Jahre zuvor in Armour of God – Chinese Zodiac neben Jackie Chan dessen Assistentin Bonnie.
- Im Nachtlager der Mongolen intoniert Jackie Chan seine ganze eigene Version von Adeles Rolling in the Deep.
- Kameramann Kwok-Hung Chan starb während der Dreharbeiten, als das Boot, auf dem er sich befand, kenterte und er ertrank. Sieben andere Crewmitglieder konnten gerettet werden.
- Während der Flucht beim 100-Familien-Fest müssen Chan und Watts angesichts einer traditionellen Sperre ein Lied singen. Connor Watts stimmt dabei das chinesische Lied „Ming Ming Bai Bai Wo De Xin“ an. Dieses wurde von Jackie Chan geschrieben und 1992 veröffentlicht.
- Der Name des Charakters „Bennie Chan“ ist eng an den von Kim Chan im Film Lethal Weapon 4 (Benny „Onkel Benny“ Chan) angelehnt, nur in anderer Schreibweise. Dagegen hat der Name des Antagonisten Victor Wong nichts mit dem gleichnamigen sinoamerikanischen Schauspieler zu tun.

## Synchronisation
Die deutschsprachige Synchronisation entstand bei der Neue Tonfilm München nach einem Dialogbuch von Stefan Günther, der auch die Dialogregie übernahm.
| Rolle           | Darsteller/in    | Deutsche Synchronstimme |
| --------------- | ---------------- | ----------------------- |
| Bennie Chan     | Jackie Chan      | Stefan Gossler          |
| Connor Watts    | Johnny Knoxville | Florian Halm            |
| Samantha Bai    | Fan Bingbing     | Anke Kortemeier         |
| Victor Wong     | Winston Chao     | Ole Pfennig             |
| Handsome Willie | Yeon Jung-hoon   | Alexander Brem          |
| Captain Tang    | Michael Wong     | Matthias Klie           |
| Dasha           | Eve Torres       | Kathrin Gaube           |
| Leslie          | Shi Shi          | Friederike Sipp         |
| Esmond          | Dylan Kuo        | Oliver Scheffel         |
| Yung Bai        | Eric Tsang       | Thomas Rauscher         |
| Dima            | Michael Gorevoy  | Arthur Galiandin        |
| Natalya         | Sara Forsberg    | Larisa Reihl            |
| Sergei          | Charles Rawes    | Thomas Albus            |
| Esther Yee      | Sabrina Qiu      | Katharina Schwarzmaier  |
| Mann im Bus     | Richard Ng       | Klaus Münster           |